# Jean-Marc Janaillac
Jean-Marc Janaillac, né le 26 avril 1953 à Saint-Sulpice-de-Roumagnac (Dordogne), est un chef d'entreprise et haut fonctionnaire français.
Il fut notamment président du groupe Air France-KLM du 7 juillet 2016 au 7 mai 2018. Il est aujourd'hui président de la Fnege (Fondation Nationale pour l'Enseignement de la Gestion des Entreprises).

## Biographie

### Formation
Fils de Marcel Janaillac, maire honoraire de Saint-Sulpice-de-Roumagnac, Jean-Marc Janaillac est titulaire d'une licence en droit,. Il est également diplômé d'HEC en 1975 et de l'ENA en 1980 (promotion Voltaire). Il se classe 72e (sur 117) de sa promotion à l'ENA.

### Débuts professionnels
Il entame sa carrière dans l'administration où il est successivement directeur de cabinet du préfet du Finistère, puis du préfet du Val-d'Oise (1980-1983). Il devient ensuite chef de cabinet du secrétaire d'État au tourisme  Roland Carraz (1983-1984), puis directeur général du service français du tourisme à New York (1984-1987),.
De retour en France en 1987, il est appelé par le Secrétaire d'État chargé du tourisme Jean-Jacques Descamps pour prendre la direction  générale du Groupement d'intérêt économique (GIE) « Maison de la France », nouvellement créé pour assurer la promotion du tourisme français à l’étranger.

### Carrière dans les transports
Au cours de cette période, il est également administrateur d'Air France, fonction qu'il occupe de 1989 à 1994. 
Il rejoint en 1997 la compagnie aérienne AOM comme directeur général adjoint chargé des affaires commerciales, puis comme directeur général délégué (1997-2000). De 2000 à 2002, il est le directeur général du groupe Maeva (Groupe Pierre & Vacances-Center Parcs), puis devient président de l'office de tourisme et des congrès de Paris (2002-2004).
Il entre ensuite dans le groupe RATP comme directeur général au développement puis président du directoire de RATP Développement (2004-2012). En huit ans, le chiffre d'affaires passe de 40 à 800  millions d'euros.
Le 1er mai 2016, le conseil d'administration de Air France-KLM le choisit pour devenir le futur patron de la multinationale franco-néerlandaise, en remplacement d'Alexandre de Juniac. Il entre en fonction le 4 juillet 2016.

### Autres mandats
- Il est réélu en 2011 vice-président de l'Union des transports publics et ferroviaires (UTP)[4].
- Il a été directeur général de la multinationale du transport Transdev (Veolia Transport)  du 3 décembre 2012 à juin 2016 .
- Il est également membre du comité de direction du groupe Caisse des dépôts (CDC)[4].

### Air France-KLM
À la suite de sa nomination au poste de président du groupe Air France-KLM le 1er mai 2016, Jean-Marc Janaillac entre en fonction le 4 juillet 2016. Avant même son entrée en fonction, il signe en juin 2016, un moratoire sur la grève des pilotes d'Air France. Ces derniers s'engagent à ne pas se mettre en grève avant le 1er novembre afin de laisser du temps au nouveau président. 
Le 4 mai 2018, l'accord salarial qu'il avait proposé est rejeté par 55,44 % du personnel d’Air France (taux de participation de 80,33 %), ce qui le conduit à annoncer sa démission.
Il se montre très sceptique sur le projet de privatisation d'Aéroports de Paris (ADP) voulu par Emmanuel Macron : « En théorie économique, la privatisation des aéroports qui constituent des monopoles naturels n’a rien d’une évidence. Dans la plupart des grands États aéronautiques, et notamment aux États-Unis, le choix a été fait de conserver les aéroports sous contrôle public en raison de leur caractéristique d’infrastructure d’intérêt général au service de l’aménagement du territoire. »

## Décorations
- Officier de la Légion d'honneur en 2013[13]
- Officier de l'ordre national du Mérite en 2010[14]